# Lukolela
Lukolela este un oraș în  provincia Équateur, Republica Democrată Congo. În 2012 avea o populație de 15 866 de locuitori, iar în 2004 avea 13 164.